# Вища школа (видавництво)
Вища школа — видавництво в Україні.

## Історія
Видавництво «Вища школа» було створено 25 червня 1968 року спільним наказом Комітету по пресі при Раді Міністрів УРСР та Міністерством вищої та середньої спеціальної освіти УРСР з метою задоволення потреб вищих та середніх спеціальних навчальних закладів у друкованих виданнях та поліпшенні їх якості.
12 квітня 1973 року Постановою Ради Міністрів УРСР видавництво було внесено як головне до складу Республіканського видавничого об'єднання «Вища школа», до якого належали видавництва державних університетів міст Києва, Харкова та Львова (теперішні «Либідь», «Основа» і «Світ»). 
У грудні 1989 року, у зв'язку з реорганізацією видавничого об'єднання, було зареєстровано окреме видавництво під назвою «Вища школа».